# Dens natalis
Der Dens natalis ist ein Zahn (lateinisch: dens), der bereits bei der Geburt (lateinisch: natus) des Kindes ganz oder teilweise im Milchgebiss durchgebrochen ist. Bei diesen Dentes connatales (mitunter auch Dentes connati) handelt es sich entweder um echte Milchzähne oder aber um kappenförmige wurzellose Frontzähne, die innerhalb kurzer Zeit ausfallen.
Andere Bezeichnungen sind prälaktaler Zahn oder auch Hexenzahn. Der Dens natalis ist eine selten vorkommende Erscheinung (rund 1 von 3000 Lebendgeburten) und tritt häufig an der Stelle auf, wo später die mittleren Schneidezähne im Unterkiefer sitzen. Es handelt sich um eine androtrope erbliche Anomalie unklarer Ursache.
Ein Zahn, der bis zum 30. Tag nach der Geburt durchbricht, wird [grammatisch falsch] als Dens neonatale oder korrekt als Dens neonatalis bezeichnet.
Da ein zu früh durchgebrochener Zahn beim Stillen schmerzhaft für die Mutter sein kann, wurden diese Zähne früher unmittelbar nach der Geburt entfernt. Heute werden Schutzkappen für die Brustwarzen verordnet.